# Humboldt River
Der Humboldt River (dt. „Humboldtfluss“, benannt nach dem Naturforscher Alexander von Humboldt) ist ein 483 km langer Fluss im US-amerikanischen Bundesstaat Nevada. Der Humboldt River wird aus einem östlichen und nördlichen Zulauf bei Elko County im Nordosten von Nevada gebildet. Die Hauptzuflüsse kommen aus den Ruby Mountains, Jarbidge Mountains, Independence Mountains und dem östlichen Humboldtgebirge. Er verläuft in westlicher Richtung am Nordrand der Wüste des Großen Beckens. Der Fluss ergießt sich schließlich in die flachen Becken der Humboldt Sink (Lake Humboldt). Diese Seen haben keinen Abfluss. Das Wasser verdunstet unter den klimatischen Bedingungen der Wüstenregion. Auf großen Teilen seines Laufs wird er von den Schienen der Central Pacific Railroad und dem Interstate-Highway 80 begleitet.
Größere Ortschaften sind Elko, Winnemucca und Eureka.
Der Humboldt River wurde erstmals 1828 von dem britischen Pelzhändler Peter Skene Ogden beschrieben, 1834 zog Benjamin Bonneville auf einer Expedition entlang dem Fluss und 1841 nutzte John Bidwell den Humboldt als Teil des Weges, als er den ersten größeren Siedlerzug auf dem neu etablierten California Trail nach Kalifornien führte.